# 東京貯蔵銀行
東京貯蔵銀行（とうきょうちょぞうぎんこう）は、かつて存在した貯蓄銀行。

## 概要
1880年（明治13年）、日本初の貯蓄銀行として第百国立銀行関係者の手により開業。原六郎が経営に当たった。1927年（昭和2年）、第百銀行が川崎銀行に合併した事で、川崎財閥の傘下に入る。店舗の多くは第百銀行と共有していたが、川崎財閥が専業貯蓄銀行から撤退する方針を打ち出したため、1936年（昭和11年）、川崎第百銀行に合併された。当時の店舗の一部は、現在も三菱UFJ銀行の支店として営業している。